# Volmerange-lès-Boulay
Pour les articles homonymes, voir Boulay.
Cet article possède un paronyme, voir Volmerange-les-Mines.
Volmerange-lès-Boulay est une commune française située dans le département de la Moselle et le bassin de vie de la Moselle-Est, en région Grand Est.

## Géographie
Volmerange-lès-Boulay se situe à 35 km à l'est de Metz.

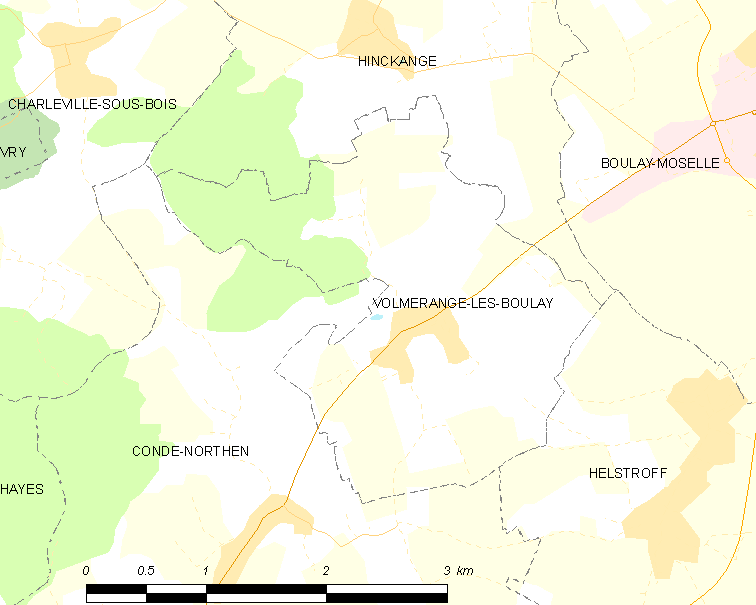
Carte de la commune.

### Communes limitrophes
| Charleville-sous-Bois | Hinckange             | Boulay-Moselle |
|                       | Volmerange-lès-Boulay |                |
| Condé-Northen         |                       | Helstroff      |

### Hydrographie
La commune est située dans le bassin versant du Rhin au sein du bassin Rhin-Meuse. Elle est drainée par la Nied et le ruisseau de Macker.
La Nied, d'une longueur totale de 96,7 km, prend sa source dans la commune de Marthille, traverse 47 communes françaises, puis poursuit son cours en Allemagne où elle se jette dans la Sarre.

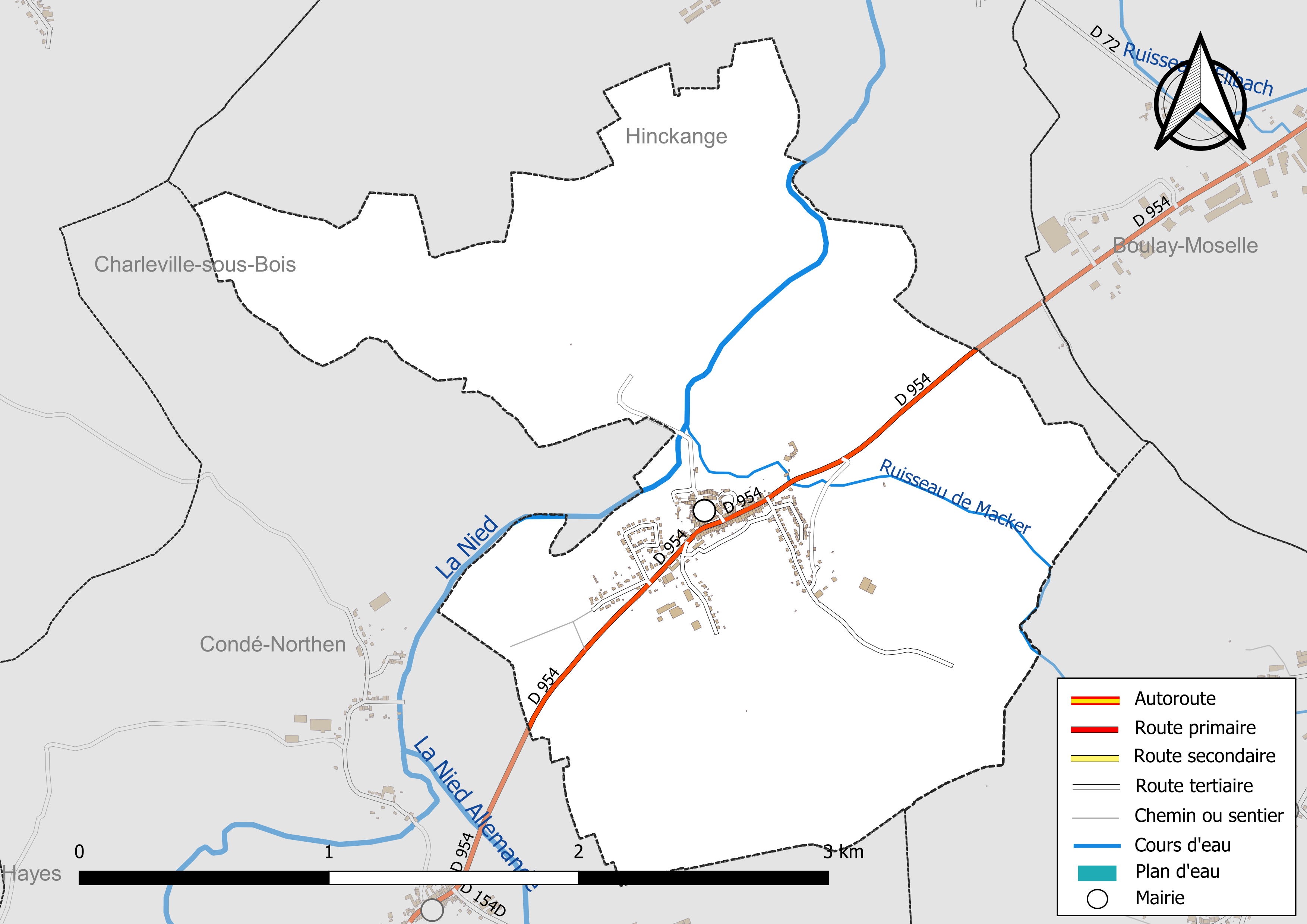
Réseaux hydrographique et routier de Volmerange-lès-Boulay.

La qualité des eaux des principaux cours d’eau de la commune, notamment de la Nied, peut être consultée sur un site dédié géré par les agences de l’eau et l’Agence française pour la biodiversité.

### Climat
Pour des articles plus généraux, voir Climat du Grand Est et Climat de la Moselle.
En 2010, le climat de la commune est de type climat océanique dégradé des plaines du Centre et du Nord, selon une étude du Centre national de la recherche scientifique s'appuyant sur une série de données couvrant la période 1971-2000. En 2020, Météo-France publie une typologie des climats de la France métropolitaine dans laquelle la commune est exposée à un climat semi-continental et est dans la région climatique  Lorraine, plateau de Langres, Morvan, caractérisée par un hiver rude (1,5 °C), des vents modérés et des brouillards fréquents en automne et hiver. 
Pour la période 1971-2000, la température annuelle moyenne est de 9,8 °C, avec une amplitude thermique annuelle de 17 °C. Le cumul annuel moyen de précipitations est de 769 mm, avec 11,7 jours de précipitations en janvier et 9 jours en juillet. Pour la période 1991-2020, la température moyenne annuelle observée sur la station météorologique de Météo-France la plus proche, « Lesse_sapc », sur la commune de Lesse à 23 km à vol d'oiseau, est de 10,7 °C et le cumul annuel moyen de précipitations est de 694,0 mm. 
La température maximale relevée sur cette station est de 40 °C, atteinte le 25 juillet 2019 ; la température minimale est de −20,7 °C, atteinte le 20 décembre 2009,,. 
Les paramètres climatiques de la commune ont été estimés pour le milieu du siècle (2041-2070) selon différents scénarios d'émission de gaz à effet de serre à partir des nouvelles projections climatiques de référence DRIAS-2020. Ils sont consultables sur un site dédié publié par Météo-France en novembre 2022.

## Urbanisme

### Typologie
Au 1er janvier 2024, Volmerange-lès-Boulay est catégorisée commune rurale à habitat dispersé, selon la nouvelle grille communale de densité à sept niveaux définie par l'Insee en 2022.
Elle est située hors unité urbaine. Par ailleurs la commune fait partie de l'aire d'attraction de Metz, dont elle est une commune de la couronne,. Cette aire, qui regroupe 245 communes, est catégorisée dans les aires de 200 000 à moins de 700 000 habitants,.

### Occupation des sols
L'occupation des sols de la commune, telle qu'elle ressort de la base de données européenne d’occupation biophysique des sols Corine Land Cover (CLC), est marquée par l'importance des territoires agricoles (79,8 % en 2018), une proportion sensiblement équivalente à celle de 1990 (80,6 %). La répartition détaillée en 2018 est la suivante : 
prairies (50,5 %), terres arables (29,3 %), forêts (15 %), zones urbanisées (5,2 %). L'évolution de l’occupation des sols de la commune et de ses infrastructures peut être observée sur les différentes représentations cartographiques du territoire : la carte de Cassini (XVIIIe siècle), la carte d'état-major (1820-1866) et les cartes ou photos aériennes de l'IGN pour la période actuelle (1950 à aujourd'hui).

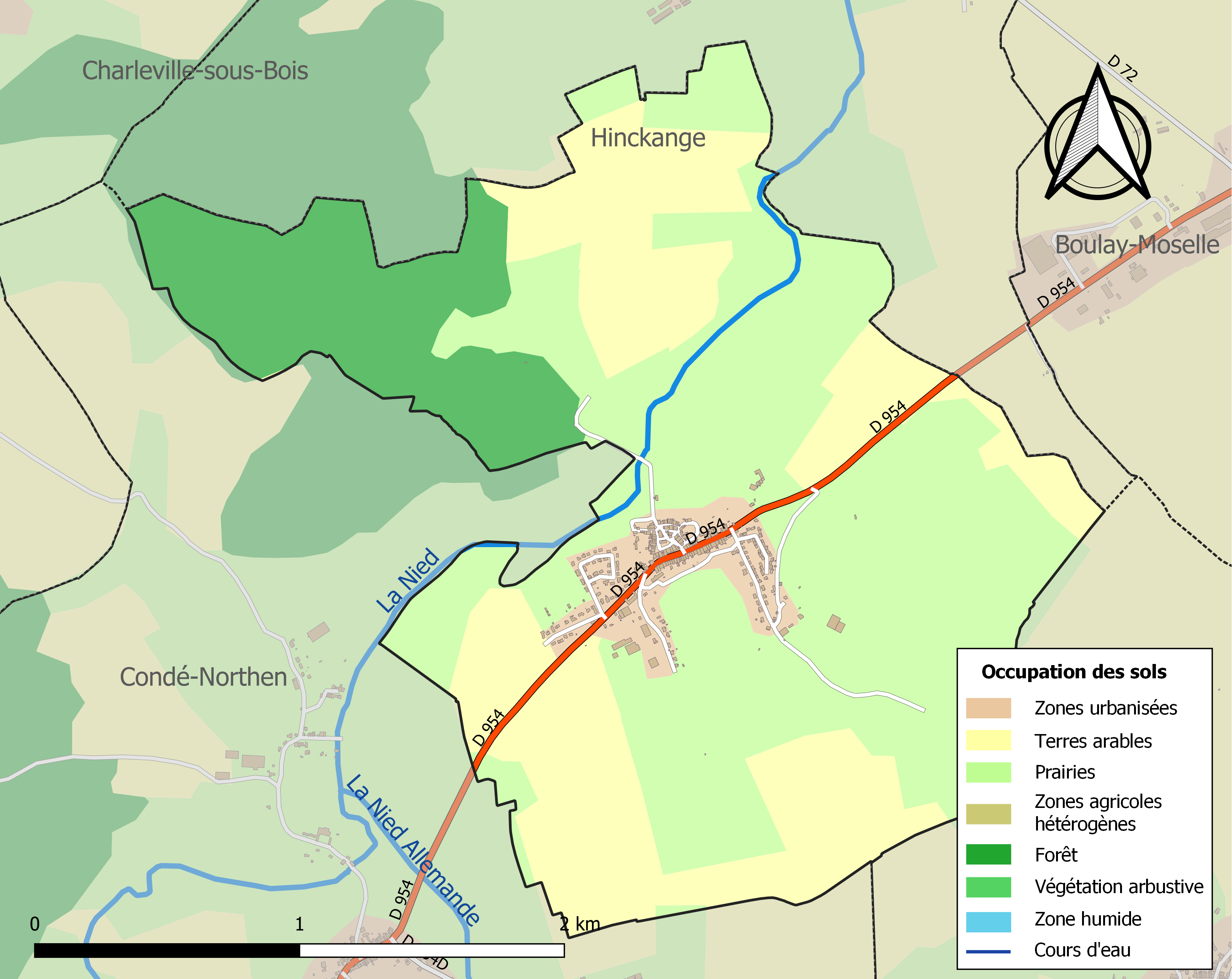
Carte des infrastructures et de l'occupation des sols de la commune en 2018 (CLC).

## Toponymie
- D'un nom de personne germanique Wolemar[14] suivi du suffixe -ing francisé en -ange.
- Wolmeringa (1147)[15], Wormerengis (1186), Wolmerenges (XIIe siècle), Wolmeringesci (1228), Walmerange (1307), Wormerange (1331), Wolmingen/Wolmringen et Wolmringa (1406), Wolmerange (1429), Welmeringen et Wolmeringen (1594), Vollerange et Volmerange (1680)[16].
- Volmeringen (1871-1918), Wolmeringen (1940-1944).
- En francique lorrain : Wolmeringen.

## Histoire
- Dépendait de l'ancien duché de Lorraine et était siège d'une seigneurie partagée entre Lorraine et évêché.
- Les sires de Volmerange avaient leur château fort à Pétrange dès 1287 (voir Hinckange).
- Village renommé pour son vin.
- Le sobriquet donné par les villages voisins aux habitants de Volmerange était « Niedschwin ».

## Politique et administration
| Période                                  | Période  | Identité               | Étiquette | Qualité |
| ---------------------------------------- | -------- | ---------------------- | --------- | ------- |
| mars 1983                                | 2014     | Gérard Vecrigner       | PS        |         |
| 2014                                     | En cours | Pierre-Frédéric Albert |           |         |
| Les données manquantes sont à compléter. |          |                        |           |         |

## Population et société

### Démographie

#### Évolution démographique
L'évolution du nombre d'habitants est connue à travers les recensements de la population effectués dans la commune depuis 1793. Pour les communes de moins de 10 000 habitants, une enquête de recensement portant sur toute la population est réalisée tous les cinq ans, les populations de référence des années intermédiaires étant quant à elles estimées par interpolation ou extrapolation. Pour la commune, le premier recensement exhaustif entrant dans le cadre du nouveau dispositif a été réalisé en 2007.

En 2022, la commune comptait 553 habitants, en évolution de −1,78 % par rapport à 2016 (Moselle : +0,52 %, France hors Mayotte : +2,11 %).
| 1793 | 1800 | 1806 | 1821 | 1836 | 1841 | 1861 | 1866 | 1871 |
| ---- | ---- | ---- | ---- | ---- | ---- | ---- | ---- | ---- |
| 357  | 379  | 412  | 432  | 495  | 507  | 400  | 400  | 395  |

| 1875 | 1880 | 1885 | 1890 | 1895 | 1900 | 1905 | 1910 | 1921 |
| ---- | ---- | ---- | ---- | ---- | ---- | ---- | ---- | ---- |
| 389  | 364  | 366  | 362  | 344  | 318  | 293  | 281  | 275  |

| 1926 | 1931 | 1936 | 1946 | 1954 | 1962 | 1968 | 1975 | 1982 |
| ---- | ---- | ---- | ---- | ---- | ---- | ---- | ---- | ---- |
| 252  | 246  | 252  | 221  | 204  | 236  | 227  | 197  | 305  |

| 1990 | 1999 | 2006 | 2007 | 2012 | 2017 | 2022 | - | - |
| ---- | ---- | ---- | ---- | ---- | ---- | ---- | - | - |
| 392  | 403  | 547  | 568  | 566  | 559  | 553  | - | - |

#### Pyramide des âges
La population de la commune est relativement jeune.
En 2018, le taux de personnes d'un âge inférieur à 30 ans s'élève à 35,3 %, soit au-dessus de la moyenne départementale (33,6 %). À l'inverse, le taux de personnes d'âge supérieur à 60 ans est de 17,7 % la même année, alors qu'il est de 26,2 % au niveau départemental.
En 2018, la commune comptait 266 hommes pour 299 femmes, soit un taux de 52,92 % de femmes, légèrement supérieur au taux départemental (51,08 %).
Les pyramides des âges de la commune et du département s'établissent comme suit.
| Hommes | Classe d’âge | Femmes |
| ------ | ------------ | ------ |
| 0,0    | 90 ou +      | 0,7    |
| 3,5    | 75-89 ans    | 4,8    |
| 14,7   | 60-74 ans    | 11,7   |
| 27,1   | 45-59 ans    | 22,8   |
| 21,2   | 30-44 ans    | 23,1   |
| 13,6   | 15-29 ans    | 13,1   |
| 19,9   | 0-14 ans     | 23,7   |

| Hommes | Classe d’âge | Femmes |
| ------ | ------------ | ------ |
| 0,6    | 90 ou +      | 1,5    |
| 6,8    | 75-89 ans    | 9,5    |
| 17,2   | 60-74 ans    | 18,4   |
| 20,9   | 45-59 ans    | 20,5   |
| 19,5   | 30-44 ans    | 18,6   |
| 17,7   | 15-29 ans    | 15,7   |
| 17,4   | 0-14 ans     | 15,8   |

## Économie
S'y trouvent une distillerie, un atelier de jus de pomme.

## Culture locale et patrimoine

### Lieux et monuments
- Vestiges de l'ancien pont de la Nied XVe siècle.
- Ancien lavoir.

### Volmerange dans la littérature
Un village Volmerange est cité dans le poème d’Aragon, Le Conscrit des cent villages, écrit comme acte de Résistance intellectuelle de manière clandestine au printemps 1943, pendant la Seconde Guerre mondiale.
Sans autre précision de la part du poète, il peut s'agir au choix de :
- Volmerange-les-Mines,
- Volmerange-lès-Boulay,

tous deux situés dans le département de la Moselle.

#### Édifices religieux
- Église Saint-Hubert 1730.
- Chapelle Saint-Jacques, ruinée en 1830.

### Personnalités liées à la commune
- Le sergent-major Eugène Boeltz (1843-1895), défenseur de la Petite-Pierre et de Phalsbourg en août 1870, est né à Volmerange.

- Oscar Hans, criminel de guerre allemand, né à Volmerange en 1910.

## Héraldique
| Blason de Volmerange-lès-Boulay | Blason  | De vair plain.                                   |
| Blason de Volmerange-lès-Boulay | Détails | Le statut officiel du blason reste à déterminer. |